# 早坂義弘
早坂 義弘（はやさか よしひろ、1968年11月27日 - ）は、日本の政治家、東京都議会議員（6期）、自民党杉並総支部幹事長。

## 人物・経歴
1968年11月27日、東京都杉並区荻窪生まれ。杉並区立西田小・松渓中卒業。
大学入学資格検定に合格、立教大学法学部卒業。明治大学ガバナンス研究科修了。NPO法人日本防災士機構の設立に尽力し、事務局次長を務めたのち、株式会社防災士研修センターを設立し、代表取締役に就任。
自民党が行った都議候補者全国一般公募第1号に選出され、2005年7月、東京都議会議員に初当選。 現在当選6回。
東京都議会では予算特別委員長などの要職を歴任し、自民党杉並総支部幹事長も務める。

## 主な役職
- 東京都議会予算特別委員長
- 東京都監査委員、全都道府県監査委員協議会連合会長
- 公益財団法人日本AED財団常務理事
- 明治大学地域ガバナンス研究所客員研究員
- 全日本空手道剛柔会顧問